# Isabel Casillas Guzmán
Isabella Casillas Guzmán es una funcionaria y promotora empresarial estadounidense, quien ha sido nombrada por la administración Biden para encabezar la Agencia Federal de Pequeños Negocios.

## Primeros años y formación
Isabel Casillas Guzmán nació en Burbank (California). Proviene de una familia de texanos que, cuatro generaciones atrás, había huido de la Revolución que tenía lugar en los estados de Aguascalientes y Jalisco, en México.
En la década de 1960, el padre de Guzmán se mudó de Texas a Los Ángeles.
Guzmán cuenta con un título de licenciatura de la Escuela Wharton de la Universidad de Pensilvania.

## Trayectoria
A partir de abril de 2019, ha fungido como directora de la Oficina californiana de Promoción de las Pequeñas Empresas (CalOSBA), un departamento de la Oficina de Desarrollo Económico del gobierno del Estado. Además, ha ejercido como jefa de personal adjunta para la titular de la Agencia para el Desarrollo de la Pequeña Empresa durante la administración Obama. Guzmán también fue directora de iniciativas estratégicas en el Banco ProAmerica de Los Ángeles.
El 7 de enero de 2021, se anunció que Guzmán sería la candidata de Joe Biden para titular de la Agencia Federal de Pequeños Negocios.